# Gilles Delion
Gilles Delion (Saint-Étienne, 5 agosto 1966) è un ex ciclista su strada francese.
Professionista dal 1988 al 1996, viene spesso citato come esempio di ciclista "pulito" in un periodo in cui il doping, specialmente l'EPO, stava facendo il suo massiccio ingresso nel mondo del ciclismo.

## Carriera
Esordisce nel panorama professionistico nel 1988 con la squadra svizzera Weinmann-La Suisse. L'anno seguente si classifica secondo al Tour de Romandie e al Giro di Lombardia, mentre nel 1990, la sua stagione migliore, vince il Giro di Lombardia, fa sua la classifica giovani del Tour de France e si piazza terzo alla Tirreno-Adriatico e alla Milano-Sanremo; inoltre nel 1990 partecipa e conclude tutte e cinque le classiche monumento.
Nel 1992 vince la tappa di Valkenburg al Tour de France e la Classica delle Alpi. I due anni successivi sono poveri di successi, solo in parte riscattati da un discreto 1994, con il ritorno alla vittoria al Grand Prix La Marseillaise, seguito da una tappa al Tour de l'Ain e al Grand Prix de la Ville de Rennes.
Nel 1996, dopo l'anno alla Aki-Gipiemme, squadra italiana, lascia il ciclismo su strada per dedicarsi alla mountain bike.

## Palmarès
- 1986 (dilettanti)

Stoccarda-Strasburgo
- 1988 (Weinmann, una vittoria)

Tour de Moselle
- 1989 (Helvetia, una vittoria)

Gran Premio di Lugano
- 1990 (Helvetia, due vittorie)

2ª tappa Critérium International (L'Isle-sur-la-Sorgue > Cavaillon)
Giro di Lombardia
- 1992 (Helvetia, due vittorie)

7ª tappa Tour de France (Bruxelles > Valkenburg)
Classique des Alpes
- 1994 (Castorama, tre vittorie)

2ª tappa Tour de l'Ain
Grand Prix de la Ville de Rennes
Grand Prix La Marseillaise
- 1998 (dilettanti)

Prix Mathias-Ville de Villefranche

## Piazzamenti

### Grandi Giri
- Tour de France

1990: 15º
1991: 21º
1992: 58º
1995: fuori tempo massimo (13ª tappa)
- Vuelta a España

1995: ritirato (5ª tappa)

### Classiche monumento
- Milano-Sanremo

1989: 29º
1990: 3º
1991: 60º
1994: 21º
- Giro delle Fiandre

1990: 14º
- Parigi-Roubaix

1990: 49º
- Liegi-Bastogne-Liegi

1989: 22º
1990: 18º
1991: 55º
1995: 55º
- Giro di Lombardia

1988: 15º
1989: 2º
1990: vincitore
1993: 12º